# Iszidórosz (építész)

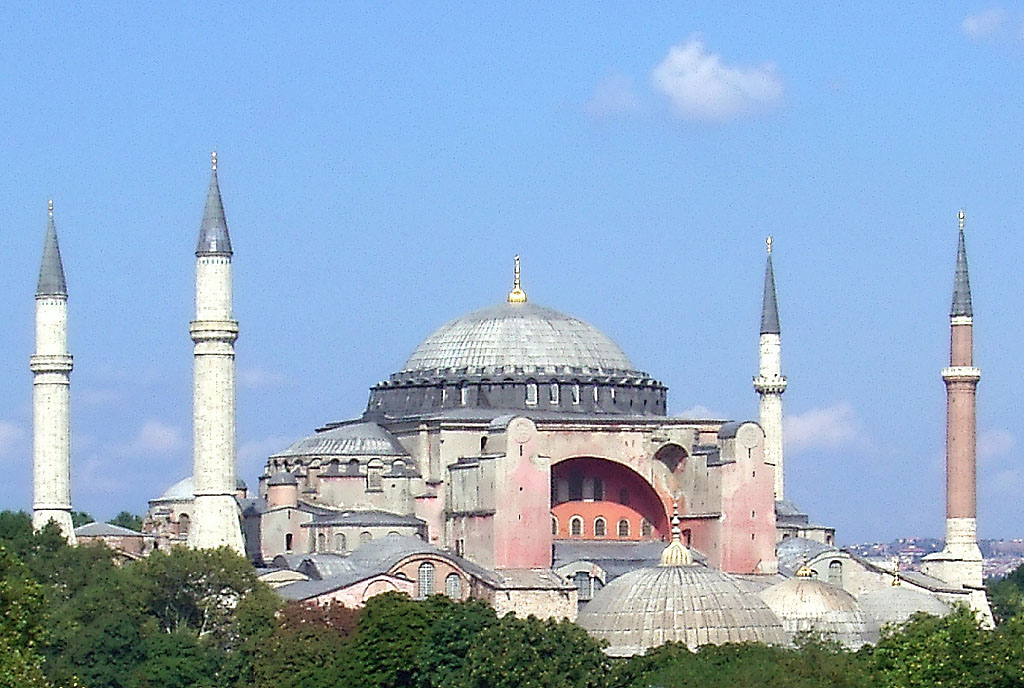
A Hagia Szophia

Iszidórosz, Milétoszi Iszidórosz (Kr. u. VI. század) bizánci építész.

## Élete
Életéről nem tudunk sokat, munkásságáról egy korabeli dokumentum ad ismeretet, miszerint társával, Trallészi Anthemiosszal együtt ő volt a Hagia Szophia egyik építésze annak ellenére, hogy nem volt végzett építész. Az alexandriai, később pedig a konstantinápolyi egyetemen tanított fizikát, valamint egy boltozatokat taglaló könyvhöz is írt megjegyzéseket.